# Гірська артилерія
Гірська́ артиле́рія — вид артилерії, призначений для бойових дій в умовах гірської місцевості. Як правило, гірські артилерійські системи характеризується високою мобільністю та здатністю розбирання на частини для зручного транспортування в умовах складного рельєфу.
Перші проекти сучасних казенних гірських гармат з регулюванням віддачі і можливістю легко розбиратися і збиратися у високоефективні одиниці були розроблені грецькими військовими інженерами П. Лікудісом і Панайотісом Данглісом (на честь якого була названа гармата Шнайдера-Дангліса) в 1890-х роках.
Гірські гармати схожі на гармати підтримки піхоти. В умовах сучасної війни, вони значною мірою застаріли, їх роль виконують гаубиці, міномети, реактивні системи залпового вогню, безвідкатні гармати та ракетні системи. Більшість сучасної артилерії виготовляється з легких матеріалів і може транспортуватися в повністю зібраному вигляді вантажними гелікоптерами.

## Галерея

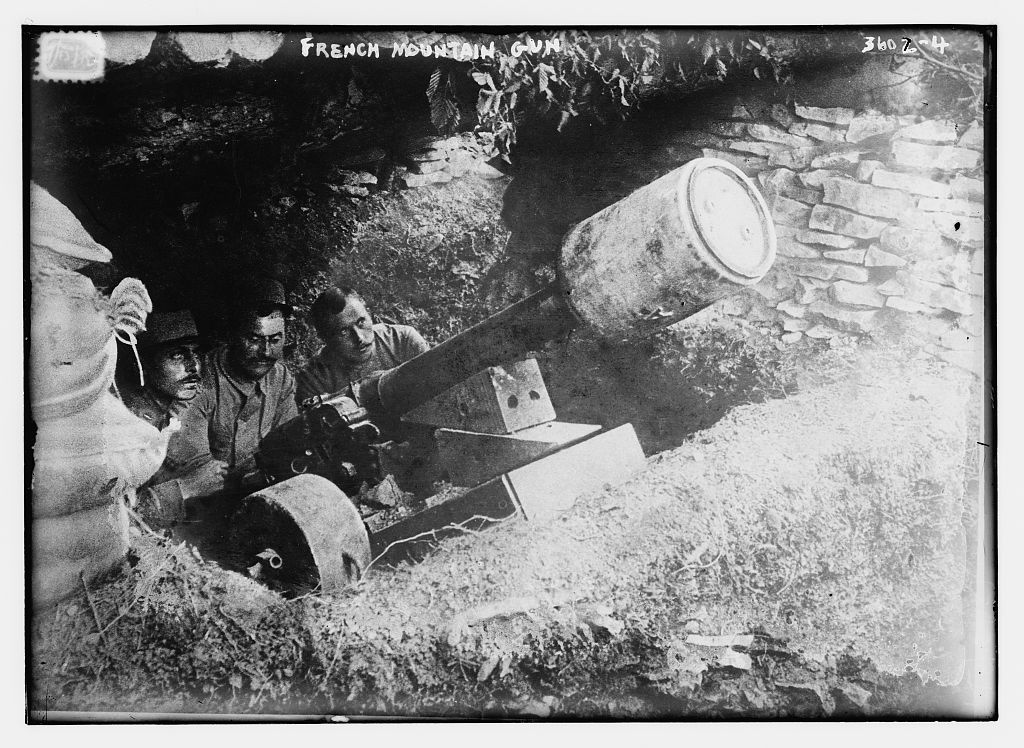
80-мм французька гірська гармата з 59-кілограмовою (130 фунтів) авіаційною міною бл. 1915 р.
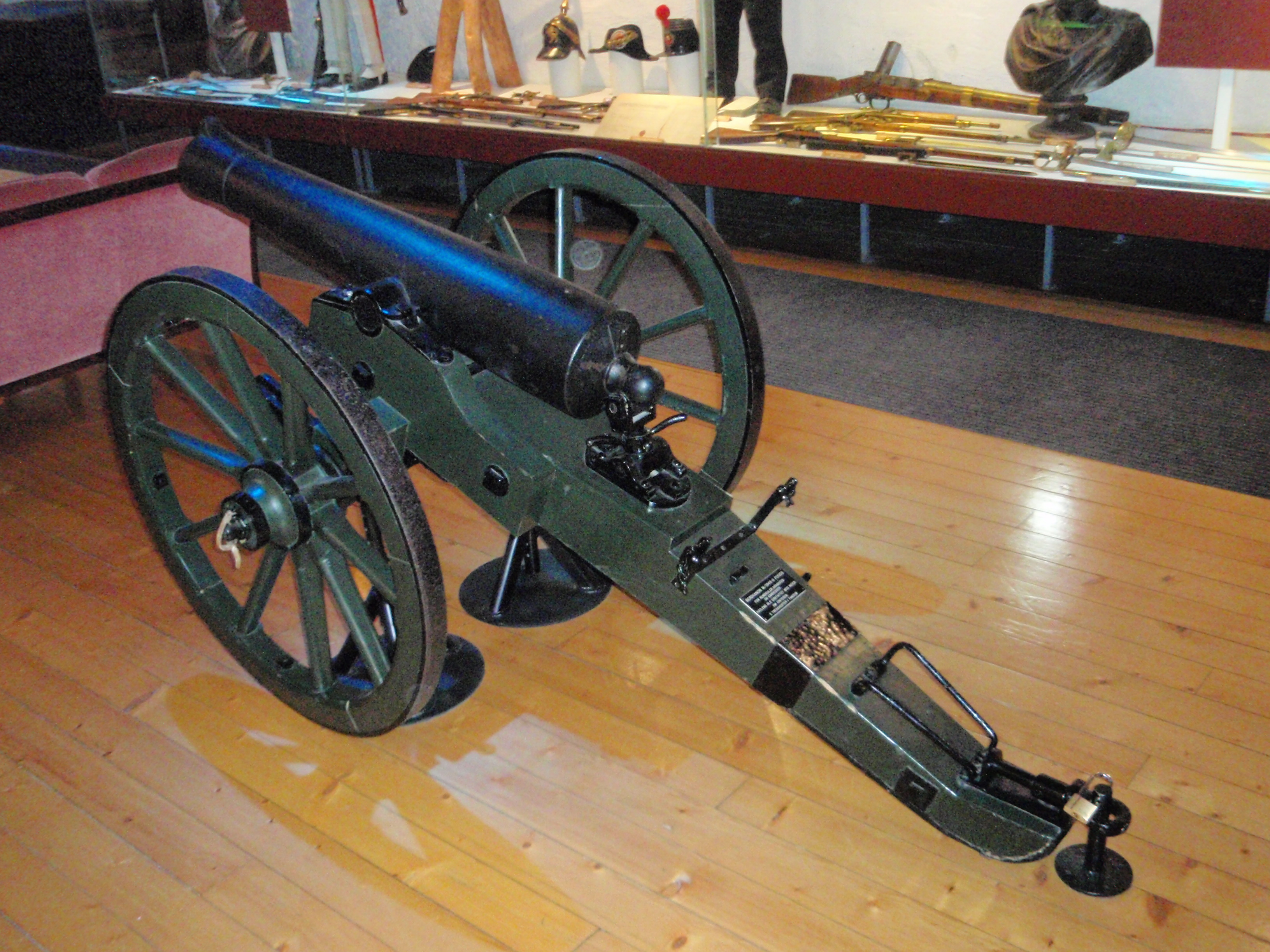
Норвезька 6-фунтова дульна гірська гармата 1848 року
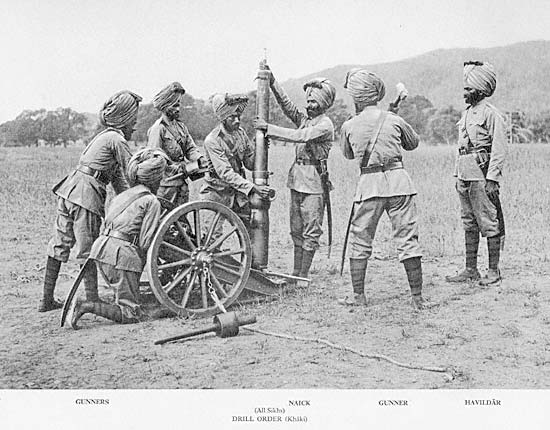
Британська індійська армія збирає 2,5-дюймову дульнозарядну гармату зр.1895 р.
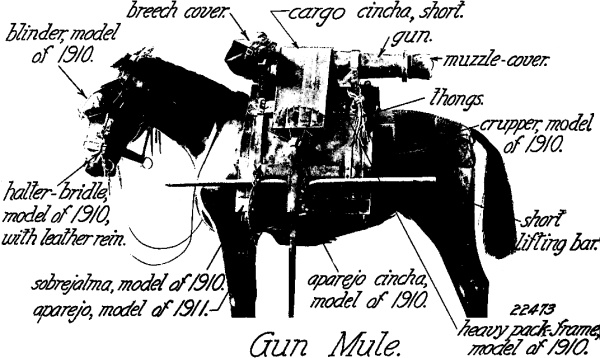
Мул, споряджений 75-мм гаубицею зразка 1916 року (2,95-дюймовою гірською гарматою QF) збройних сил США
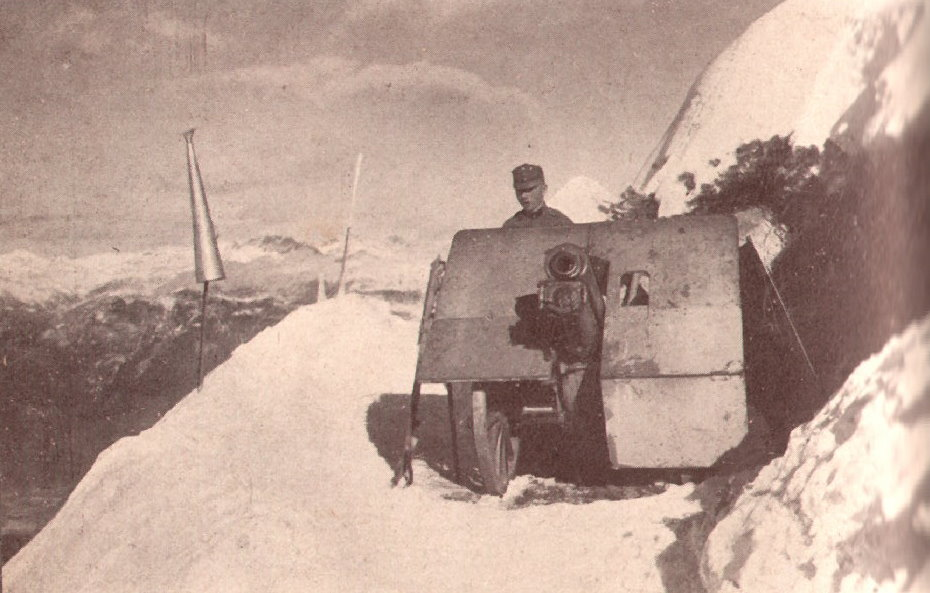
75-мм гірська гармата М.15 на бойовій позиції у горах
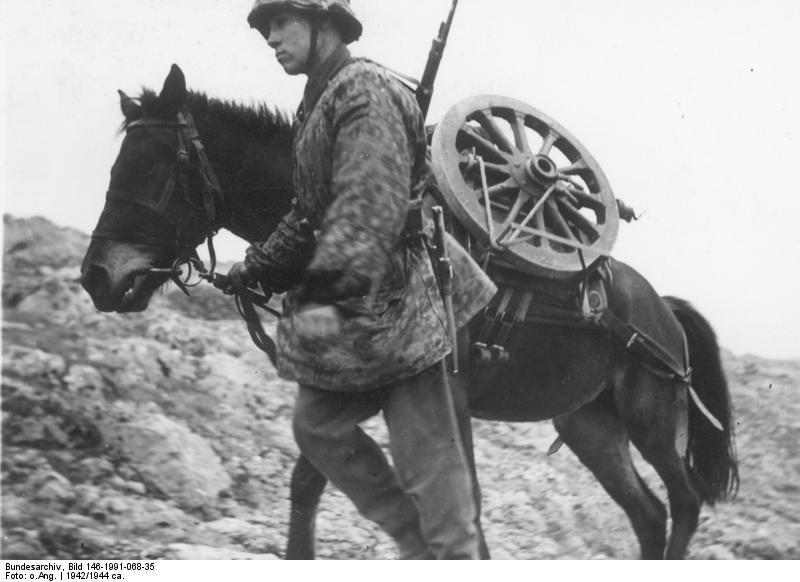
Транспортування гарматних коліс німецьким військовим, 1942 рік
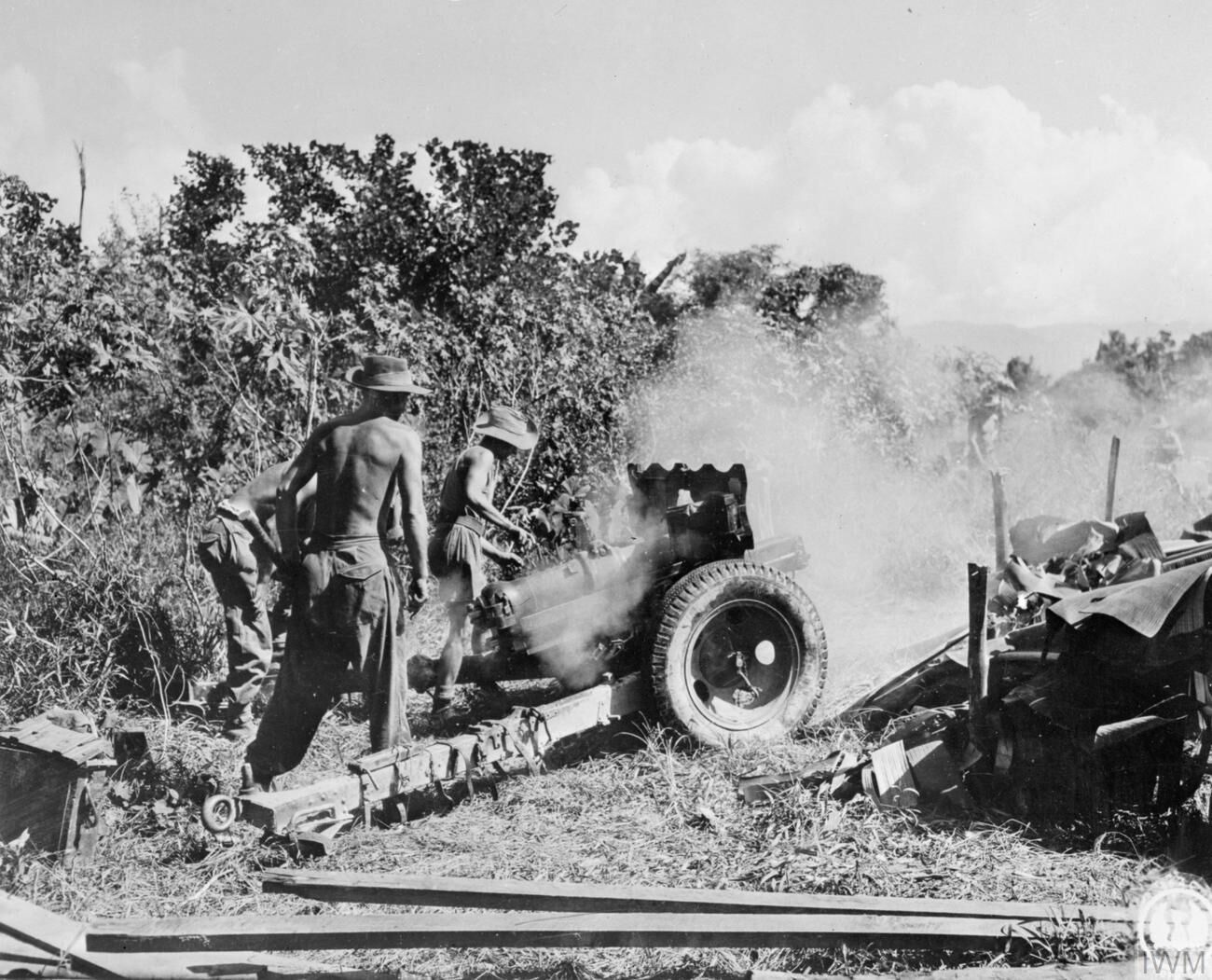
Британський розрахунок 3,7-дюймової гірської гаубиці в бою в Бірмі, 1944 рік
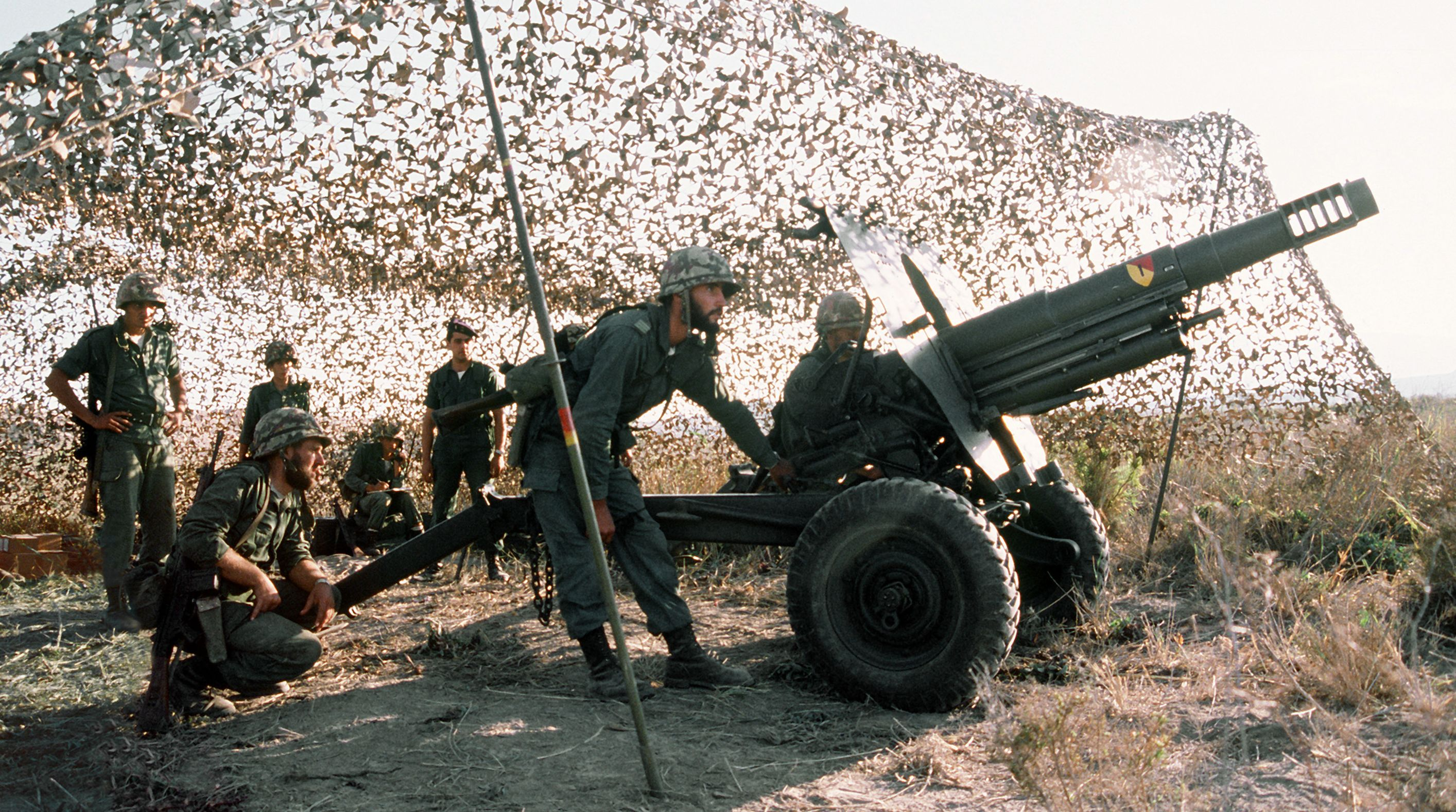
Іспанська морська піхота з 105-мм гаубицею Oto Melara в 1981 році
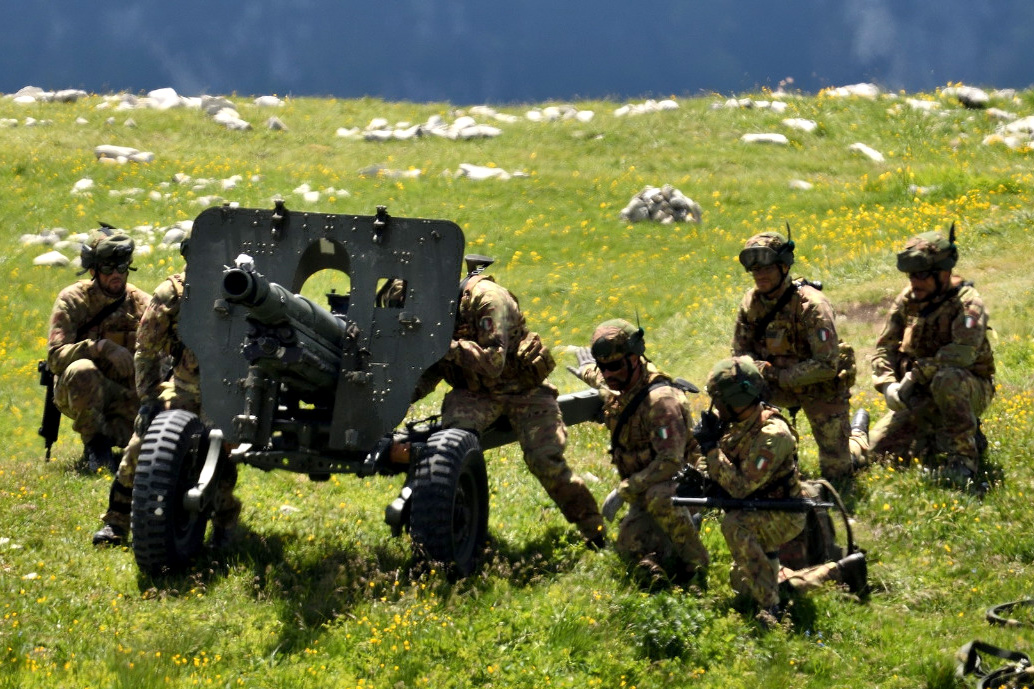
Італійські гірські артилерійські війська з гарматою Mod 56 в Доломітових Альпах у 2019 році
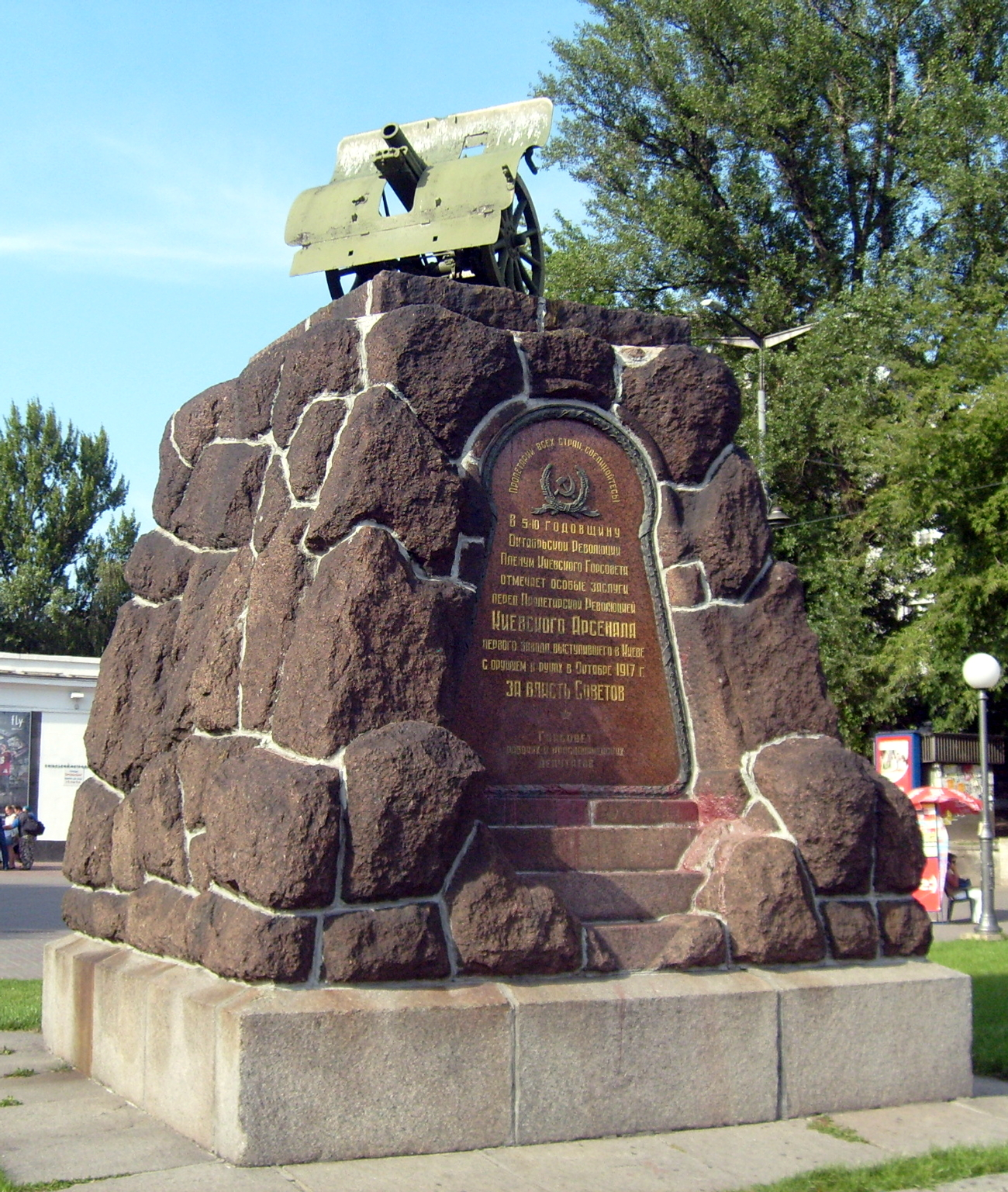
Пам'ятник на Арсенальній площі у Києві, встановлений за часів комуністичної влади. 76-мм гірські гармати зр. 1909 (на постаменті) застосовувалися для придушення повстання на заводі Арсенал